# تور دوچرخه‌سواری قطر
تور دوچرخه‌سواری قطر مسابقهٔ دوچرخه‌سواری مرحله‌ای است که به صورت سالانه در قطر برگزار می‌شود. نخستین دورهٔ تور در سال ۲۰۰۲ برگزار شد و تا سال ۲۰۱۶ بخشی از تور دوچرخه‌سواری آسیا بود. در فصل ۲۰۱۷، این مسابقه برای نخستین بار به تور جهانی دوچرخه‌سواری ارتقا یافت، ولی به دلیل نبود حامی مالی لغو شد.
تور قطر شامل دو مسابقه برای مردان و زنان است که مسابقهٔ مردان در پنج مرحله برگزار می‌شود. مسابقهٔ زنان نیز از سال ۲۰۰۹ راه‌اندازی شده‌است و یک هفته پیش از مسابقهٔ مردان، در چهار مرحله برگزار می‌شود. از آن‌جایی که قطر کاملاً مسطح است، برندگان آن همواره از متخصصان رقابت سرعتی هستند. تام بونن بلژیکی با چهار پیروزی در مسابقهٔ مردان و کیرستن ویلد هلندی با چهار پیروزی در مسابقهٔ زنان رکورددار هستند.

## برندگان چندگانه
| رکابزن             | پیروزی | دوره                   |
| ------------------ | ------ | ---------------------- |
| تام بونن (BEL)     | ۴      | ۲۰۰۶، ۲۰۰۸، ۲۰۰۹، ۲۰۱۲ |
| مارک کاوندیش (GBR) | ۲      | ۲۰۱۳، ۲۰۱۶             |
| نیکی ترپسترا (NED) | ۲      | ۲۰۱۴، ۲۰۱۵             |